# استكشاف الجزء العظمي
استكشاف الجزء العظمي (Bone segment navigation) هو أسلوب جراحي يُستخدم في هذا المجال لإيجاد الوضعية التشريحية لجزء العظم المستبدل في الكسور التي تسمح بالترسيخ الجيد عن طريق تثبيت طرفي العظم. وتم تطويره واستخدامه لأول مرة في جراحة الفم والوجه والفكين.
فمن الممكن بعد وقوع حادث أو إصابة أن يحدث كسر ومن ثم يمكن استبدال الأجزاء العظمية. ومن الممكن في منطقة الفم والوجه والفكين، أن يكون لهذا النزوح تأثير كبير على جمال الوجه ووظيفة الجهاز: فهو كسر يحدث في العظام التي تُحدد الحجاج والتي يمكن أن تؤدي إلى ازدواج الرؤية؛ بينما يمكن أن يُحدث الكسر الفكي إلى تعديلات كبيرة في الإطباق الأسناني بنفس الطريقة ومن الممكن أن يؤدي كسر الجمجمة (القحف العصبي) إلى زيادة في الضغط داخل القِحف.

## التخطيط الجراحي والمحاكاة الجراحية
إن قطع العظم هو تدخل جراحي يتكون من القطع في العظم وإعادة تموضع الكسور الناتجة في المكان التشريحي الصحيح. ولضمان إعادة التموضع الأمثل للهياكل العظمية عن طريق قطع العظم، يمكن التخطيط للتدخل المبكر والمحاكاة. لذا تعتبر المحاكاة الجراحية هي العامل الرئيس للحد من وقت التشغيل الفعلي. وفي كثير من الأحيان، وخلال هذا النوع من العمليات، يكون الوصول الجراحي لأجزاء العظم محدودًا للغاية بسبب وجود الأنسجة اللينة، والعضلات والأنسجة الدهنية والبشرة - على النحو المشار إليه، ومن ثم يكون إعادة التموضع التشريحي الصحيح صعب الوصول للغاية أو يكاد يكون مستحيلاً. وهذا من شأنه أن يؤدي إلى ضرورة وجود تخطيط ومحاكاة مُسبقة في نماذج الهياكل العظمية العارية.

## المواد والأجهزة اللازمة للتخطيط قبل الجراحة والمحاكاة
يتم التخطيط لقطوعات العظم التي تُجرى في جراحة الفك بصورة تقليدية في نماذج الجبس لفكي الأسنان المحملين والثابتين في جهاز تنضيد الأسنان. أما بالنسبة للمرضى الذين ليس لهم أسنان، فيتم التخطيط لإجراء جراحة لهم باستخدام نماذج الستيريوليثغرافية. ومن ثم تُقطع هذه النماذج الثلاثية الأبعاد على طول خط قطع العظم المخطط والمتحرك والثابت في الوضعية الجديدة.
فمنذ التسعينيات من القرن العشرين الميلادي، تم تطوير التقنيات الحديثة لتخطيط ما قبل الجراحة - لتسمح للجراح بالتخطيط ومحاكاة قطع العظم في البيئة الافتراضية، استنادًا إلى التصوير المقطعي المحوسب أو التصوير بالرنين المغناطيسي قبل الجراحة؛ حيث يُقلل هذا الإجراء من تكاليف ومدة الابتكار وتحديد الموقع والقطع وإعادة تموضع وثبات نماذج الجبس لكل مريض. فالنظام الأول الذي يسمح لبيئة المحاكاة الجراحية هذه هو وحدة المختبر للجراحة بمساعدة الحاسوب (لوكاس LUCAS)، الذي تم تطويره في عام 1998م في جامعة ريجنسبورج بألمانيا بدعم من شركة كارل زايس.

## نقل تخطيط ما قبل الجراحة إلى غرفة العمليات
تكمن فائدة تخطيط ما قبل الجراحة، بغض النظر عن دقة الكيفية، ويعتمد على دقة استنساخ محاكاة قطع العظم في المجال الجراحي. حيث يعتمد نقل التخطيط في المقام الأول على المهارات البصرية للجراح. وتطورت الأطر الرئيسة التوجيهية المختلفة للتوجيه الميكانيكي لإعادة تموضع الكسور العظمية. ويتم توصيل هذا الإطار الرئيس برأس المريض، أثناء التصوير المقطعي المحوسب أو التصوير بالرنين المغناطيسي وأثناء الجراحة. وهناك بعض الصعوبات في استخدام هذا الجهاز. أولاً، هناك حاجة للاستنساخ الدقيق لوضعية الإطار الرئيس لرأس المريض، سواء أثناء توثيق التصوير المقطعي المحوسب أو التصوير بالرنين المغناطيسي وأثناء الجراحة. فإن الإطار الرئيس غير مريح نسبيًا للارتداء وصعب للغاية أو حتى مستحيل استخدامه في الأطفال الصغار، الذين يمكن أن يكونوا غير متعاونين خلال الإجراءات الطبية.

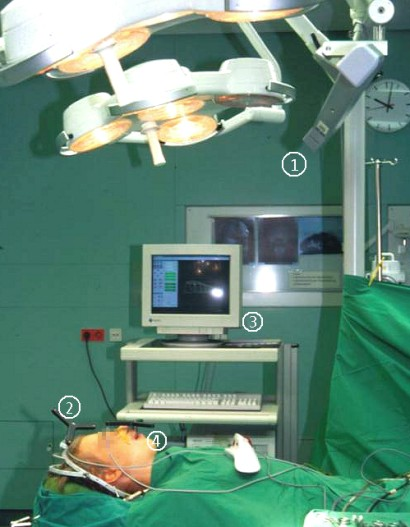
استخدام مستكشف الجزء الجراحي في غرفة العمليات 1= جهاز استقبال الأشعة تحت الحمراء، 2و4= أجهزة الإشارة، 3= جهاز مستكشف الجزء الجراحي

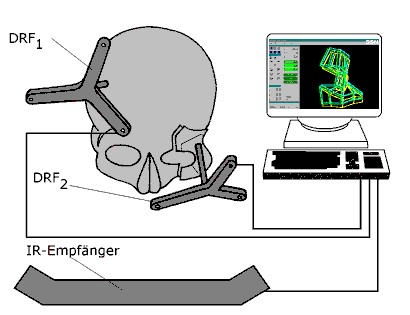
التمثيل التخطيطي لمبدأ استكشاف الجزء العظمي والفورمين المرتبط الشفاف 1 والفورمين المرتبط الشفاف 2 = أجهزة إشارة الأشعة تحت الحمراء

## مستكشف الجزء الجراحي
إن النظام الأول الذي يسمح باستكشاف الجزء العظمي السلس لتخطيط ما قبل العملية هو مستكشف الجزء الجراحي (مستكشف الجزء الجراحي) الذي تم تطويره في عام 1997م في جامعة ريجنسبورج بألمانيا بدعم من شركة كارل زايس.؛ لذا لا يحتاج هذا النظام الجديد لأي توجيهات جراحية ميكانيكية (مثل الإطار الرئيس). لأنه يعتمد على آلة تصوير الأشعة تحت الحمراء وأجهزة إرسال الأشعة تحت الحمراء المتصلة بالجمجمة. حيث يوجد على الأقل ثلاثة أجهزة إرسال للأشعة تحت الحمراء موصلة في منطقة القحف العصبي لتعويض حركات رأس المريض. وهناك ثلاثة أو أكثر من أجهزة إرسال الأشعة تحت الحمراء مرفقة في العظم حيث يمكن أن تؤدي إعادة تموضع قطع العظم والعظام عليها. ويتم القياس ثلاثي الأبعاد لكل جهاز إرسال بواسطة آلة تصوير الأشعة تحت الحمراء، باستخدام نفس المبدأ مثلما هو الحال في استكشاف القمر الاصطناعي. ودائمًا ما يُصور جهاز مستكشف الجزء الجراحي (مستكشف الجزء الجراحي) الوضع الحقيقي للكسور العظمية، مقارنة بالموقف المحدد سلفًا والتحديدات المكانية للوقت الحقيقي للحركة الحرة للأجزاء العظمية الناتجة عن قطع العظم.
ويمكن وضع الكسور بصورة دقيقة جدًا في الموضع المستهدف، المحدد سلفًا عن طريق المحاكاة الجراحية.

## مؤشرات لأسلوب استكشاف أجزاء الأنسجة الصلبة
يُستخدم استكشاف أجزاء الأنسجة الصلبة كثيرًا في جراحة الفكين التقويمية (لتصحيح التشوهات في الجمجمة والفكين) أو في جراحة المفصل الصدغي الفكي أو في إعادة تقويم الوجه الوسطى والحجاج.